# Фрозиноне (округ)
Округ Фрозиноне (итал. Provincia di Frosinone) је округ у оквиру покрајине Лацио у средишњој Италији. Седиште округа покрајине и највеће градско насеље је истоимени град Фрозиноне.
Површина округа је 3.244 км², а број становника 496.419 (2008. године).

## Природне одлике
Округ Фрозиноне чини источни део историјске области Лацио. Он се налази у средишњем делу државе, без изласка на море. На северу се налази средишњи део планинског ланца Апенина. Између њих је бреговито подручје познато по виноградарству и производњи вина.

## Становништво
По последњим проценама из 2008. године у округу Фрозиноне живи близу 500.000 становника. Густина насељености је велика, преко 150 ст/км². Јужна, нижа половина округа је знатно боље насељена, нарочито око ауто-пута који везује град Рим са југом земље. Северни, планински део је ређе насељен и слабије развијен.
Поред претежног италијанског становништва у округу живе и известан број досељеника из свих делова света.

## Општине и насеља
У округу Фрозиноне постоји 91 општина (итал. Comuni).
Најважније градско насеље и седиште округа је град Фрозиноне (48.000 ст.) у средишњем делу округа. Други по величини је град Касино (33.000 ст.) у источном делу округа и Алатри (29.000 ст.) у северном делу.